# Lützelsoon-Radweg

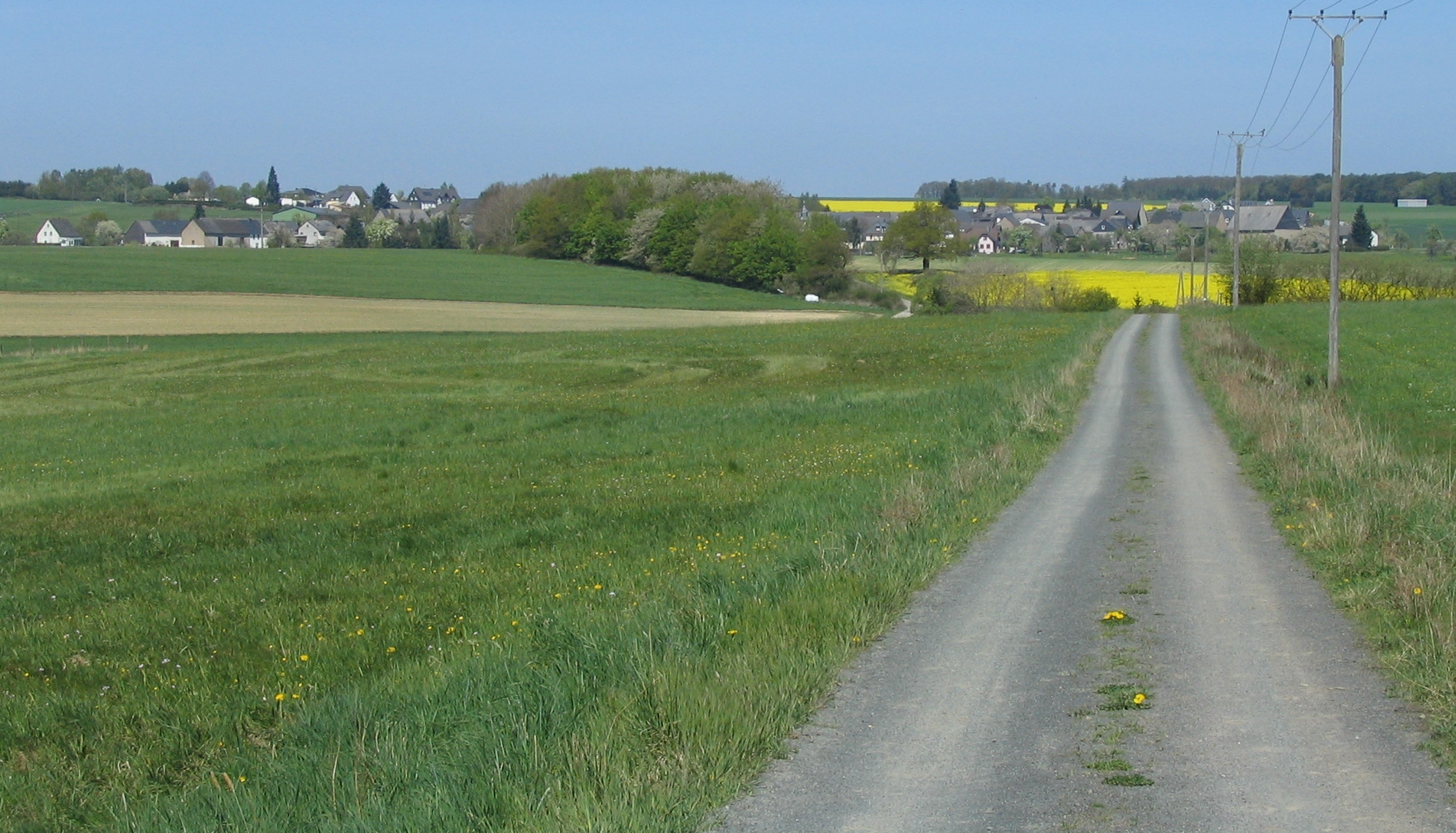
Radweg bei Woppenroth

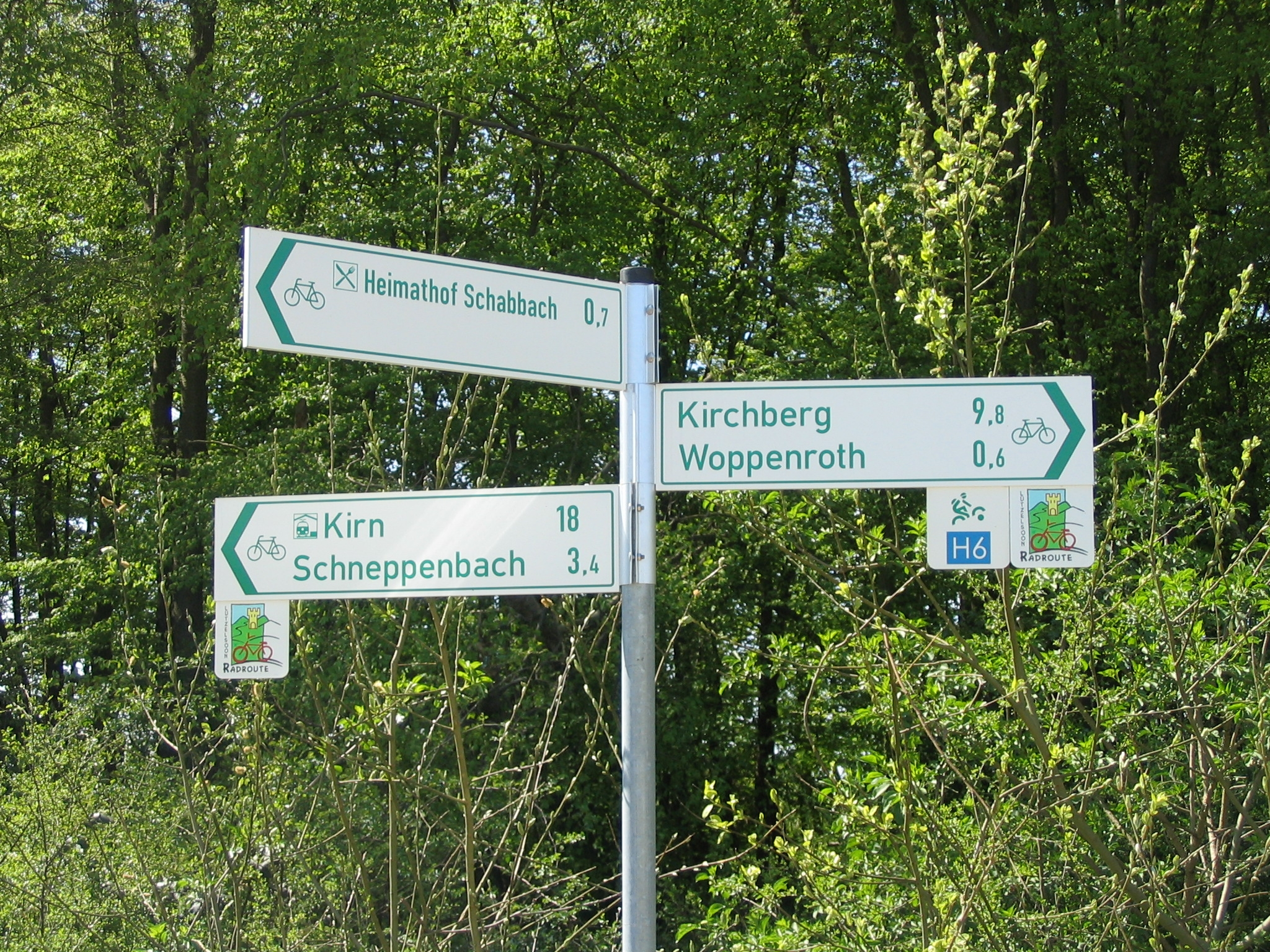
Beschilderung

Der im Hunsrück gelegene Lützelsoon-Radweg ist 30 km lang und verläuft im Wesentlichen in Süd-Nord-Richtung von Kirn an der Nahe nach Kirchberg durch den Lützelsoon.
Teilweise wurde der Radweg durch das europäische LEADER+ Programm gefördert.

## Geographie
Die knapp 30 Kilometer lange Route führt von Kirn bis nach Kirchberg. Die Strecke ist eine Verbindungsroute vom Nahetal auf die Hunsrückhöhen und bietet fantastische Ausblicke in vielfältigster Landschaft. Gefahren wird meist auf asphaltierten Wegen, in kurzen Abschnitten erfolgt eine Mitführung auf klassifizierten Straßen. Auf fünf Kilometern (Strecke zwischen Kirchberg und Dickenschied) optimale Skaterstrecke.
Der Lützelsoon grenzt im mittleren Teil direkt östlich an den Radweg an, zahlreiche Möglichkeiten bieten geübten Radlern die Auffahrt zu den Lützelsoonhöhen. Westlich sind Abfahrten in das Hahnenbachtal und zur Schmidtburg möglich. Im Bereich Schneppenbach, Bruschied, Hennweiler verläuft der Weg durch den Wald.

## Verlauf
1. Kirn
2. Karlshof
3. Hennweiler
4. Bruschied
5. Schneppenbach
6. Woppenroth
7. Dickenschied
8. Kirchberg

## Höhenmeter
Kirn – Kirchberg: 395 m, geeignet für sportliche Radler
Kirchberg – Kirn: 155 m, geeignet für alltagsgeübte Radler

## Sehenswertes Unterwegs
- Kirn
- Lützelsoon
- Schmidtburg
- Keltensiedlung Altburg
- Schaubergwerk Herrenberg, Schieferabbau
- Woppenroth dem Drehort des Fernsehepos Heimat – Eine deutsche Chronik von Edgar Reitz
- Kirchberg

## Kartenmaterial
- Radtourenkarte Naheland, 1:75.000
- Radwanderkarte Rhein-Hunsrück, 1:75.000

## Anschluss-Radwege
- Schinderhannes-Soonwald-Radweg
- Nahe-Radweg
- Freiherr von Drais Radweg rund um Kirchberg
- Hunsrück-Radweg (Saarburg – Bacharach)